# Svédország hőmérsékleti rekordjainak listája
Svédország hőmérsékleti rekordjainak listája a Svédországban a meteorológiai mérések kezdete óta eltelt időszak kiugróan magas, illetve kiugróan alacsony hőmérsékleti értékeit tartalmazza. A listában naponkénti felbontással, hónapokra lebontva olvashatóak az adott naphoz tartozó nappali csúcshőmérsékletek és éjszakai minimum hőmérsékleti értékek. 

## Svédország hőmérsékleti rekordjainak listája

### Január
| Január |            |              |      |            |          |    |
| Nap    | Minimum °C | Helyszín     | Év   | Maximum °C | Helyszín | Év |
| 1.     | -49,0      | Vuoggatjålme | 1951 | --         | --       | -- |
| 27.    | -49,0      | Karesuando   | 1999 | --         | --       | -- |
| 28.    | -48,0      | Karesuando   | 1999 | --         | --       | -- |
| 31.    | -48,0      | Vuoggatjålme | 1956 | --         | --       | -- |

### Február
| Február |            |              |      |            |          |    |
| Nap     | Minimum °C | Helyszín     | Év   | Maximum °C | Helyszín | Év |
| 2.      | -49,4      | Nikkalouokta | 1966 | --         | --       | -- |
| 3.      | -49,4      | Nikkaluokta  | 1966 | --         | --       | -- |
| 4.      | -53,0      | Malgovik     | 1941 | --         | --       | -- |

### Június
| Június |            |          |    |            |          |      |
| Nap    | Minimum °C | Helyszín | Év | Maximum °C | Helyszín | Év   |
| 29.    | --         | --       | -- | +38,0      | Målilla  | 1947 |
| 30.    | --         | --       | -- | +36,4      | Gävle    | 1947 |

### Július
| Július |            |          |    |            |          |      |
| Nap    | Minimum °C | Helyszín | Év | Maximum °C | Helyszín | Év   |
| 8.     | --         | --       | -- | +36,0      | Sveg     | 1933 |
| 9.     | --         | --       | -- | 38,0       | Ultuna   | 1933 |
| 11.    | --         | --       | -- | +36,8      | Ultuna   | 1901 |
| 17.    | --         | --       | -- | +36,9      | Harads   | 1945 |
| 20.    | --         | --       | -- | +36,0      | Borås    | 1901 |

### Augusztus
| Augusztus |            |          |    |            |              |      |
| Nap       | Minimum °C | Helyszín | Év | Maximum °C | Helyszín     | Év   |
| 6.        | --         | --       | -- | +36,0      | Sala         | 1975 |
| 7.        | --         | --       | -- | +36,0      | Örebro-Ekeby | 1975 |
| 8.        | --         | --       | -- | +36,4      | Holma        | 1975 |
| 9.        | --         | --       | -- | +36,8      | Holma        | 1975 |
| 10.       | --         | --       | -- | +36,2      | Målilla      | 1992 |

### December
| December |            |              |      |            |          |    |
| Nap      | Minimum °C | Helyszín     | Év   | Maximum °C | Helyszín | Év |
| 13.      | -53,0      | Malgovik     | 1941 | --         | --       | -- |
| 30.      | -48,9      | Hemavan      | 1978 | --         | --       | -- |
| 31.      | -48,0      | Vuoggatjålme | 1950 | --         | --       | -- |